# Tipula siebkeana
Tipula siebkeana är en tvåvingeart som beskrevs av Alexander 1970. Tipula siebkeana ingår i släktet Tipula och familjen storharkrankar. Inga underarter finns listade i Catalogue of Life.